# كلود بلاك
كلود بلاك (بالإنجليزية: Claude Black)‏ هو عازف بيانو أمريكي، ولد في 1933 في ديترويت في الولايات المتحدة، وتوفي في 17 يناير 2013 بسبب سرطان.

## وصلات خارجية
- كلود بلاك على موقع ميوزك برينز (الإنجليزية)
- كلود بلاك على موقع أول ميوزيك (الإنجليزية)